# Nässjö högre allmänna läroverk
Nässjö högre allmänna läroverk var ett läroverk i Nässjö verksamt från 1906 till 1968.

## Historia
Skolan var från 1906 en samskola som sedan till 1915 ombildades till en kommunal mellanskolaMellan 1928 och 1930 ombildades skolan till en samrealskola, från 1948 med ett kommunalt gymnasium.
1955 hade gymnasiet helt förstatligats och skolan blev då Nässjö högre allmänna läroverk. Skolan kommunaliserades 1966 och namnändrades då till Brinellskolan vars verksamhet 1971 flyttade till nya lokaler för Brinellgymnasiet. Studentexamen gavs från 1951 till 1968 och realexamen från senast 1910 till 1968.